# Phúc Thịnh, Chiêm Hóa
Phúc Thịnh là một xã thuộc huyện Chiêm Hóa, tỉnh Tuyên Quang, Việt Nam.
Xã có diện tích 21,73 km², dân số năm 1999 là 3740 người, mật độ dân số đạt 172 người/km².